# 고미야 아스카
고미야 아스카(일본어: 小宮 明日翔, 2000년 11월 24일)는 일본의 배우이다.

## 출연작

### TV 드라마
- 2011년 ~ 2012년 해적전대 고카이저 - 모리랴마 미라이 역